# Through the Looking Glass (Star Trek: Deep Space Nine)
"Through the Looking Glass" és el dinovè episodi de la tercera temporada de la sèrie de televisió de ciència-ficció estatunidenca Star Trek: Deep Space Nine, el 65è de tota la sèrie. Originalment es van emetre en redifusió a partir del 17 d'abril de 1995. La història va ser escrita per Ira Steven Behr i Robert Hewitt Wolfe, mentre que l'episodi va ser dirigit per Winrich Kolbe i la banda sonora va ser creada per Jay Chattaway.
Ambientada al segle XXIV, la sèrie segueix les aventures a Espai Profund 9, una estació espacial situada prop d'un forat de cuc estable entre els Quadrants Alfa i Gamma de la Via Làctia, prop del planeta Bajor, mentre els bajorans es recuperen d'una brutal ocupació de dècades pels imperialistes cardassians. Aquest episodi té lloc principalment a l'univers mirall, un univers paral·lel que acull dobles més agressius, desconfiats i oportunistes dels personatges habituals de l'univers Star Trek, governat per una aliança brutal de les races cardassiana i klíngons. En aquest episodi, el capità d’Espai Profund 9 Benjamin Sisko ha d'assumir el paper de la seva contrapart morta per salvar la versió mirall de la seva difunta esposa.

## Argument
Sisko és segrestat i portat a l'univers mirall, que Kira Nerys i Julian Bashir van visitar l'any anterior, per la contrapart de Miles O'Brien a l'Univers Mirall. Aquest O'Brien explica que la contrapart de Sisko, el líder de la rebel·lió terrans (és a dir, humana) contra l'Aliança Klíngon-Cardassiana, ha estat assassinat. Jennifer Sisko, la contrapart del Mirall de la difunta esposa de Sisko, és una científica que treballa per a l'Aliança, construint un dispositiu que permetrà a l'Aliança descobrir la seu dels rebels; Sisko ha de fer-se passar per la seva contrapart i convèncer Jennifer perquè s'uneixi als rebels, o els rebels hauran de matar-la. Com que no vol deixar que Jennifer torni a morir, Sisko accepta intervenir. Es troba amb els rebels, inclosos els seus homòlegs al Mirall de Bashir, Rom, Jadzia Dax, i Tuvok.
Terok Nor, el Mirall Espai Profund 9, és una brutal estació minaire de l'Aliança que funciona amb mà d'obra esclava terrana, governada per l'intendent Kira. Jennifer Sisko, que menysprea el seu exmarit, treballa sota la supervisió de Kira, creient que el vessament de sang contra els terrans acabarà un cop completat el seu dispositiu. Rom, aparentment traint la rebel·lió, informa a Kira que Benjamin Sisko és viu, cosa que permet a les forces de l'Aliança capturar-lo a ell i a O'Brien i portar-los a Terok Nor.
Kira envia O'Brien a processar mineral amb els esclaus i porta Sisko a les seves estances. Quan Sisko coneix a Jennifer, es disculpa pel tracte que la seva contrapart li ha donat en el passat i intenta convèncer-la que l'Aliança és el seu veritable enemic. Prenent que pot estar guanyant-se la seva confiança, Sisko fa senyals a O'Brien utilitzant comunicadors amagats sota la seva pell. Durant el processament del mineral, O'Brien rep el senyal i provoca un mal funcionament que permet a ell i als esclaus terrans escapar. Mentrestant, Jennifer accepta marxar amb Sisko; es troben amb O'Brien i es dirigeixen cap a una nau que els espera.
Abans que puguin escapar, però, són acorralats per Kira i les seves tropes, que han matat Rom en adonar-se que era un agent doble que treballava per a Sisko. Sisko i el seu grup es retiren al centre de processament de mineral i s'hi tanquen. Quan Kira i els seus soldats entren per la força, Sisko li diu que ha activat la seqüència d'autodestrucció de l'estació, que només ell pot aturar. Kira accepta de mala gana deixar anar Sisko, Jennifer, O'Brien i els terrans per tal d'aturar la destrucció imminent. De tornada al campament rebel, Jennifer admet haver-se adonat que ell no és realment el seu marit. Fa un petó a Sisko abans que ell torni al seu univers.

## Actors convidats
- Felecia M. Bell - Jennifer Sisko
- Andrew J. Robinson - Garak
- Tim Russ - Tuvok
- Max Grodénchik - Rom

## Continuïtat
L'Univers Mirall es va introduir per primera vegada a Star Trek a "Mirall, mirall", un episodi de Star Trek: La sèrie original que es va emetre el 6 d'octubre de 1967.
"Through the Looking Glass" és el segon dels cinc episodis de l'Univers Mirall de Star Trek: Deep Space Nine; els altres són "Crossover", "Shattered Mirror", "Resurrection", i "The Emperor's New Cloak". La Jennifer Sisko mirall torna a "Shattered Mirror".

## Recepció
En fer una ressenya de l'episodi per a Tor.com el 2013, Keith DeCandido va donar a l'episodi una puntuació de 6 sobre 10; Va descriure l'episodi com a "divertit de veure", però va trobar decebedora l'actuació de Felecia M. Bell com a Jennifer, cosa que, en la seva opinió, va debilitar l'impacte emocional de la història. Zack Handlen, en una ressenya de l'episodi per a The A.V. Club el 2012, va descriure de manera similar l'episodi com a "divertit", però va trobar que l'Univers Mirall com a concepte "està una mica desgastat", i també va considerar insípida l’actuació de Bell.
El 2017, SyFy va classificar aquest com el tercer millor episodi de l'Univers Mirall de Star Trek.

## Llançaments
Aquest episodi es va publicar en LaserDisc al Japó el 2 d'octubre de 1998, a la col·lecció de mitja temporada 3rd Season Vol. 2.El conjunt incloïa episodis des de "Destiny" fins a "The Adversary" en discs òptics de doble cara de 12 polzades; la caixa tenia una durada total de 552 minuts i incloïa pistes d'àudio en anglès i japonès.
Aquest episodi es va publicar en VHS juntament amb "Improbable Cause".